# 草食動物

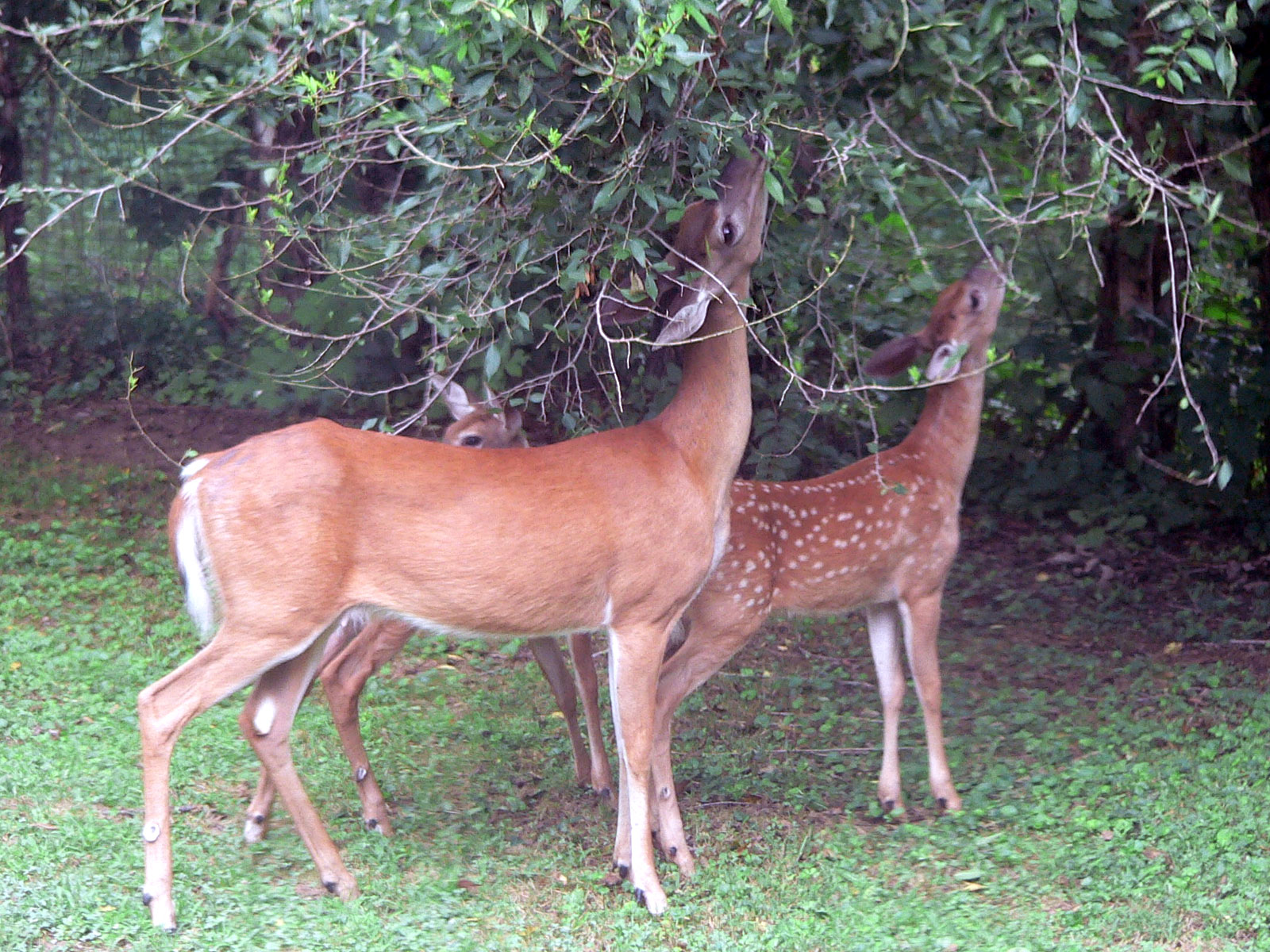
葉を食べる鹿とその子供

草食動物（そうしょくどうぶつ）は、食性による動物の分類のひとつで、生きている植物を主な食物とする性質、すなわち草食性を示す動物のことである。植物食動物ともいわれる。

## 概要

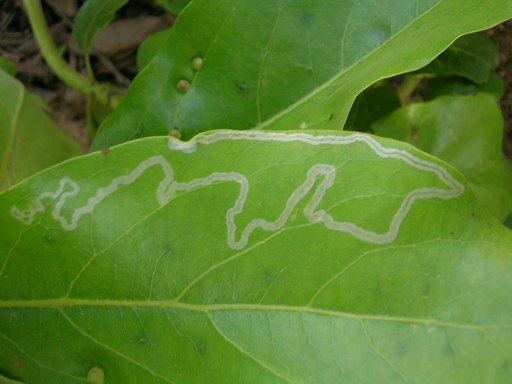
ハモグリバエなどのリーフマイナーが葉の組織を食べた跡

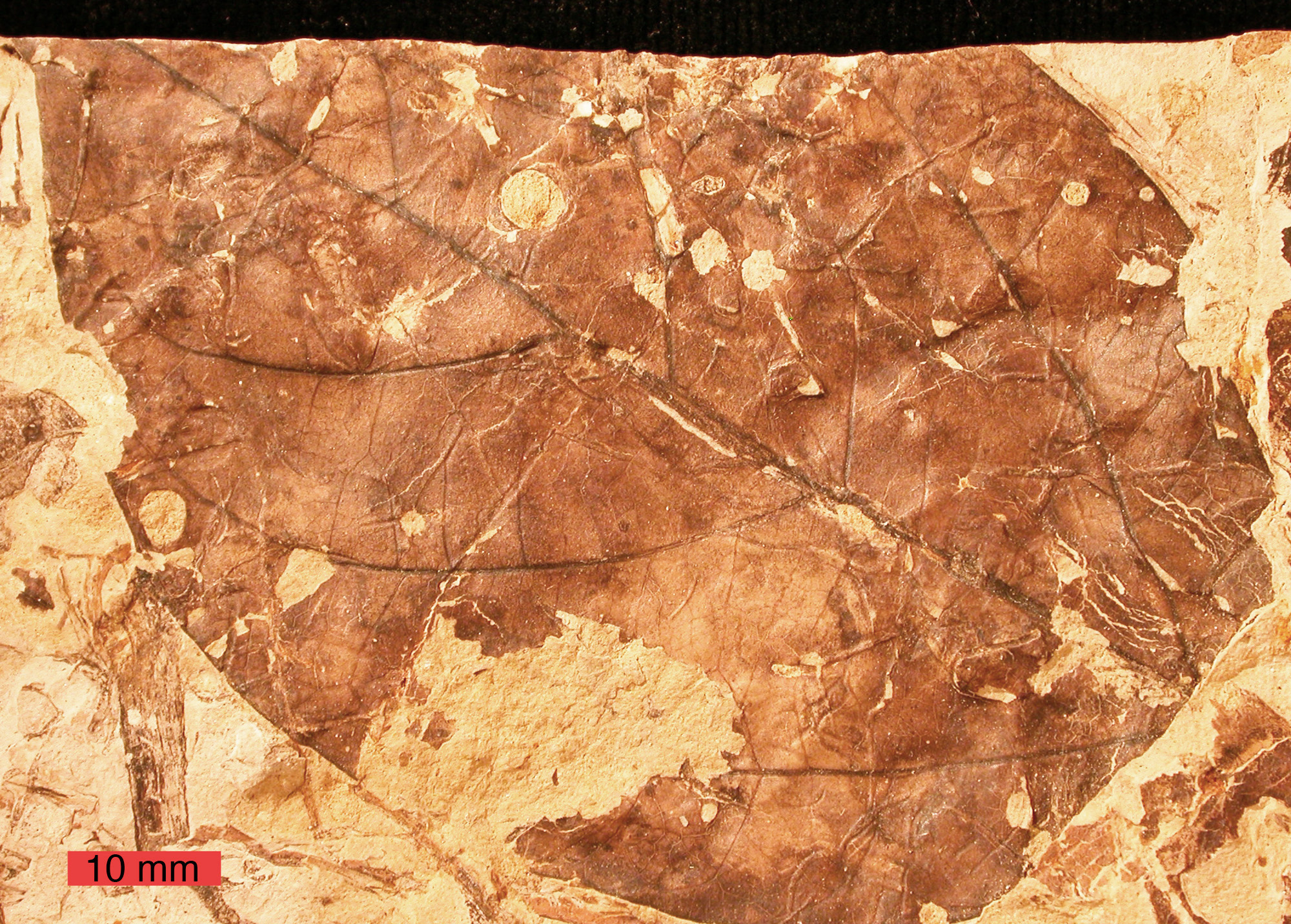
白亜紀から草食動物が存在していた事を示す化石

草食動物は、枯死植物も含めて植物体やそれ由来の物質を食べる植（物）食性（phytophagous）の植（物）食動物に含まれる。現在では系統分類学的問題から植物と切り離されているが、同じ一次生産者である藻類を食物とする藻食動物も、生態学的、生理学的にはここに含めて考えることが多い。狭義には植物食動物の内、草や木の葉など、低タンパクな難消化性の繊維質な生きた植物質を主な食料とする動物のみを草食性（herbivorous）、より狭義にはイネ科を中心とした草本植物を主に食べる動物（grazer）のみを草食動物という。草食動物は、一次生産者である植物を直接利用するので、いったん食物網の中で動物を経由したものしか食べられない肉食動物より個体数、バイオマスともにはるかに多い。したがって、肉食動物には草食動物を主要な食物とするものが多く見られる。
通常、植物しか食べない草食動物として思い浮かべやすい動物のひとつはウシであろう。ウシは、他の動物を捕獲することに適応した形態や器官を持たず、草をすりつぶすのに適した歯は、動物の肉を切り刻むことが困難である。動物質の食物も消化吸収は可能で、そのため効率的な成長を目指す近代牧畜ではしばしば配合飼料に動物質成分が添加される。しかし、草食動物とされる動物も卵や時には死体や昆虫のような他の動物質の食物を摂取することがあり、ウサギ、シカ、カバ、パンダなどの草食動物が動物の死肉を食べることが報告されている。冬場などの餌の少ない時期に、たんぱく質の摂取量を増やすためや、リン、塩、カルシウムなどのミネラルの不足を補うために動物の肉や骨を食べるのだと考えられている。
草食の脊椎動物においては、セルロースやヘミセルロースの消化酵素は分泌しておらず、腸内細菌叢（セルロース分解菌）によるセルラーゼなどで発酵分解することで消化される。シロアリ、リンゴマイマイやアメリカザリガニなどの一部昆虫においてはセルロース分解菌のほかに消化酵素が体内で合成されている。

## 肉食動物と比較した場合の生態的特徴
植物食性動物を肉食動物と比較した場合、生態上、最も大きな違いは「食物が逃げないこと」である。
武装
このため草食動物の武装は、食物を捕獲する為の装置ではなくもっぱら防御・性闘争用である。つまり草食動物（雑食動物もこちらにはいることが多い）の武装：ウシやシカ、カブトムシの角、毛虫の毒、シロアリ兵蟻の顔腺や発達した大顎などは生存に必須の器官ではないため、それを持つことが必要な性、期間、階級のみ保持している。また、その武装は当たり前のことであるが、相手を捕獲・殺傷することではなく、退散させることに主眼をおいて構築されている。上記の生物の武装も他生物の捕獲には不便である。一方、肉食動物の武装：オオカミやトラの牙や爪、毒蛇の毒などは防衛にも使用することはあるが、まずは捕食の為の器官として発達していることが多い。つまり生存に必須なため大抵は雌雄・老若で同様の物をもつ。もちろんこれらは一般論であるため例外は数多く存在する。
運動器官および感覚器官
草食動物の感覚器官はもっぱら警報用であり、鋭敏ではあるが正確さは重視されていないことが多い。それが最も顕著に出ている有名な例は目の付き方であろう。多くの草食哺乳類では、両眼視ができる＝相手の距離や大きさが正確にわかるのは視野の内のほんの一部かつ、それは網膜の周辺部であるため解像度が悪いが、視野そのものは広い。しかも長い頸により高いところから見渡せるので肉食哺乳類よりも遙かに広い視界をもつ。運動器官も同様で、もっぱら逃走のみに特化している。例えばウシやウマのもつ蹄は走るということにおいては、オオカミやチーターの足よりも効率がよいが、もはや走ること以外には使えないと言って差し支えない物である。同じくバッタやウサギの強大な後ろ足は大きく飛んで相手の目くらましを行うには便利であるが、特定の場所ないし獲物に飛びつくには不便である。運動・視覚・聴覚は食物の獲得への寄与は低いためか、毛虫やテッポウムシ、アブラムシ、ウニ、貝など防御を逃走や闘争に頼っていないものではそろって発達が悪いことも多く認められる。また、一般論として脊椎動物における大脳や昆虫における本能的行動の複雑さなど思考的部分の発達程度は肉食性の低いものほど劣る傾向にある。これも食物の獲得にいわゆる「頭の良さ」の寄与する程度が低いことによっていると思われる。

## 植物を餌とする場合の問題とその解決方法
植物の体組成は動物のそれとは大幅に異なるためそれを補う必要がある。たとえば陸上緑色植物は通常NaClは極めて含有量が少なくK含量が多いため、NaClを大量に必要とする地上性草食ほ乳類はこれを別途摂取する必要がある。植物性の食物は通常低蛋白質である。このため、動物食のものと比較すると量を食べる必要がある。また、ビタミン類は動物と比較して多く含まれるため、特に新鮮な植物を摂食するものではビタミン類の一部の合成能を失った種が（ヒトも含め）数多く認められる。糖質も部位によっては過剰に含まれるため、アブラムシのように過剰糖類を排泄する機構をもつものもある。
植物は逃げないが、食害から逃れるために通常難消化かつ低栄養となるように進化している。穀物（イネ科子実）や堅果類は一般に無毒かつ易消化性成分含量も高いが極めて堅い。しかし、これを消化できるほど破砕能力が高い動物は多くない。他の部分ではさらに果実や種子などを除くと大半の糖類が難消化性の細胞壁成分となっている。動物は、消化器官に蛋白質やデンプンを分解する酵素は持ち、植物の細胞の原形質成分は容易に消化吸収できる。が、多くの動物は植物性の食物の主要な成分であるセルロースやヘミセルロース、リグニンなどの細胞壁成分を分解するための酵素を持たない。また、セルロースなどで構成される繊維は丈夫で、さらに機械的障害（棘や石細胞など）で防御しているものも多く、物理的な破砕そのものも困難である。
このように物理的に堅い硬組織を咀嚼・破砕する歯の継続的な摩耗に適応できるようになったものも多い。ネズミ、ウサギなど門歯のように伸び続けるもの、ゾウの臼歯、巻き貝類の歯舌歯や植食性昆虫の大顎などのようにスペアを多数用意するものなどがある。これほどでなくとも、ヒトの大臼歯はすりつぶし能力が高く、セルロースが高度に結晶化した部位やシリカを集積したような部位でなければ破砕し、細胞質成分を消化できる。
さらに化学物質や、これに対する対応も必要である。例えばアブラナ科植物に含まれるイソチオシアネート類やネギ科のアリル化合物類、カフェイン、テオブロミンなどはかなりの動物に対し猛毒であるが、ヒトでは摂食するに問題ない程度に無毒化できる。植物は捕食に対して有毒のアルカロイドを含む一方で昆虫などの動物は耐性を持つようになった。草食昆虫は特定の植物種に依存した狭食性の傾向も見られる。
ヒトは生では摂食困難な植物も調理によって摂食を容易にする能力がある。ヒトの器用な手と頭脳の組み合わせは多くの刺や硬い外皮・有毒部位などを効率よく除去できる。内部まで硬かったり有毒部位だったりして摂食可能部位が無い場合も、加熱や加水などの調理によって軟質化・無毒化出来る場合摂食できる。
以下に消化の観点から適応例を分類した。便宜的に分類したがもちろん複数のケースにまたがった適応を示す動物も多い。例えばシロアリの一部は1,2,3-1,3-2-3にまたがった適応を示し、細胞壁成分を含め植物性食物を高度に利用できる。しかし、シロアリ類は化学物質に対する適応程度は低く、生植物はほとんど利用しない（できない）。
1. 容易に消化できる成分に富んだ栄養価の高い部位を選択的に摂食する
ただし、これに頼る植物食動物は狭義の草食動物に含めない。基本的な摂食パターンや消化器構造は昆虫食や肉食の物とさほど変わりがない。基本的には肉食の狐や熊、昆虫食のネズミやリス、ほとんどの鳥類、雑食であるヒトを含む猿類、師管液を摂食する蚊、カブトムシ、アブラムシやセミ、種子を食べるゾウムシ、花蜜を食べるハチドリ、ハチや蝶が相当する。
2. 自身で細胞壁成分を消化できる
消化酵素はヘミセルラーゼ・セルラーゼ。セルラーゼを自ら生産できる動物群は極めて少なく、またリグニンを自ら利用できる動物は知られていない。
巻き貝二枚貝を含め貝類がセルラーゼ・ヘミセルラーゼを分泌することができる。このことにより貝類は海中から砂漠まで何所でも認められるほどの大繁栄をしている（ナメクジもウミウシも貝類である）。
シロアリ類、草食・デトリタス食性のエビ類（ヌマエビ類・ザリガニ類など）、ウニ類なども研究が進むにつれセルラーゼ・ヘミセルラーゼを持つことが明らかとなった。
3. 自身では消化せずに他の生物と共生する
3-1 体外共生生物を利用する
特に高分子のリグニンを利用できるのは、微生物とは言えない白色腐朽菌に事実上限られる。ヤギなどの反芻動物でもリグニンは利用できていないとされている。動物がリグニンを利用する場合は体外共生生物に頼らねばならない。
ヒトは植物を草食動物や、キノコなどの他の生物に餌として与え、その生物を摂食することによって間接的に利用している。
シロアリ類やハキリアリが植物を集めてキノコを栽培する例が知られている。シロアリでは材に水を運搬し腐朽させながら摂食するものもある。また、キクイムシは菌類を木材に接種し、その菌により腐朽した部位を摂食する。人が利用するシイタケ、エノキタケ、マッシュルームなどを含め、これらの菌類は全て白色腐朽菌である。オトシブミは葉を巻いて発酵させたものを幼虫の餌とする。
3-2 体内共生生物を利用する
体内に分解用共生生物を養う器官を発達させる物である。体が重くなるため鳥類や昆虫の成虫などの飛行のため体を軽くする必要のある生き物では例が少ない。
分解用共生生物を養うため体が大きく高い体温を保つことが有利なため、ほ乳類の多くが属する。シロアリやキゴキブリもこれに属する。これには大きく分けて2つのタイプがある。すなわち、自身（以下、宿主とする）が消化吸収し、残りを共生微生物に利用させるか、まず摂食したものを共生微生物に利用させ、その後に宿主が消化吸収を行うかである。双方共に利点と欠点がある。多いのは前者であるが双方行う物もある。共生微生物は植物に含まれる毒の解毒も行う例が知られている。また、材食性シロアリの一部のように窒素固定をも行わせ、植物体には相対的に少ない有機態窒素を補う例もある。アブラムシ（アリマキ）では摂食する師管液に欠けている必須アミノ酸やビタミン類の一部を共生微生物が合成する。
3-2-1 宿主が消化吸収した残りを共生微生物に利用させる
ヒトもこれに当たる。利点は、まず宿主が利用できる物を先に吸収できることである。欠点は共生微生物の菌体は利用されずに糞として排出されることである。宿主が共生微生物から得られる物は、主に嫌気発酵により放出された低級脂肪酸（酢酸、酪酸、プロピオン酸などが主）であり、いわば共生微生物の食べ残しのみである。宿主はこれらを吸収して好気呼吸によりエネルギーを得る。
こういう仕組みであるため比較的タンパク質含量やデンプン、脂肪含量などが高い食料を摂食するものが発達させる。馬、豚、犬など反芻しないほぼ全てのほ乳類が該当する。ほ乳類では大抵は盲腸・結腸・大腸などを分解用共生生物を養う器官とする。ほ乳類で植物食性が強い場合は、馬のように大型生物では結腸を、コアラなど小型のものでは盲腸を発達させ、咀嚼粉砕する能力が高い。よく誤解されるが馬は草のみでは体の維持は困難であり、穀物や芋類、カブ、マメ科牧草などの容易に消化できる飼料を必要とする。コアラはユーカリの葉のみで体が維持できるが、きわめて不活発である。また、ヒトのセルロース利用能力は意外に高く、粉末にしたセルロースであればほぼ100%分解利用される。
3-2-2 まず摂食したものを共生微生物に利用させその後に宿主が消化吸収を行う
嫌気発酵により放出された低級脂肪酸を利用するだけでなく、繁殖した共生微生物の菌体も消化吸収する。また、共生微生物による解毒もある程度は期待できるため摂食できる範囲が広がる。欠点は共生微生物が先に食物を利用するため、いわゆる栄養価の高い食料を摂食した場合に無駄が多くなることである。そのため、果実や肉類などの易消化性の食物を大量に食べると消化器内で異常発酵を起こし、最悪の場合死亡する。このタイプのものは草や葉などいわゆる栄養価の低い植物を主に食べるために進化した。狭義の草食動物はこのタイプに属する物が多い。山羊や羊のように紙や稲藁のような極めて劣悪な飼料を効率よく利用できるものも存在する。粗剛な飼料を微生物が利用しやすいように咀嚼粉砕する能力が高い。代謝の過程でできた老廃物（尿素）を分解用共生生物を養う器官に分泌し、再利用する機能を持つことがある。例えばウシは尿素を反芻中の唾液や反芻胃に分泌し、共生生物はこれを元にタンパク質を合成し、タンパク質を含めた共生生物を消化吸収する。該当する生き物は牛、山羊等の偶蹄類のほとんどや、コロブス（猿の一種）、ナマケモノなど、食道ないし胃前部の変形した餌の貯蔵部とすり潰し能力に優れた口器を持つ。一部の偶蹄類では、反芻胃（餌の貯蔵部）と口の間を食物を往復させ咀嚼し直しながら（反芻）共生微生物の繁殖を促す。ナマケモノ、コロブス、カバなどでは反芻は認められていない。
ルミノコッカス属やフィブロバクターなどの細菌がセルロース分解能力を持ち、牛などの草食動物の胃などに生息する。草食動物が草を餌にできるのは植物の繊維を細菌が分解して動物が利用できる形に変えているからである。牛には胃が4つあり、第1胃から第3胃までで摂食した植物を餌として微生物を培養し、尿素等の窒素分も分泌して微生物によるタンパク質合成を助けている。第4胃では胃酸で培養した微生物を分解・消化している。さらに腸に送られ消化酵素により炭水化物、脂肪、タンパク質を消化・吸収する。
哺乳類の大腸やルーメンでは各種細菌が食物の中のセルロースやヘミセルロースを嫌気発酵し、プロピオン酸や酪酸などの短鎖脂肪酸を生成しており、これが植食性動物の体内では重要なエネルギー源となっている。ウシなどの反芻動物は、第1胃で生成された糖質の発酵によって大量のプロピオン酸を生産する。反芻動物の場合は、セルロースを分解するバクテリアが胃の中で糖を揮発性脂肪酸にしてしまうのでプロピオン酸からの糖新生は特に重要な代謝である。必須脂肪酸であるω-3脂肪酸のα-リノレン酸は広葉植物の葉のチラコイドの膜組織（光合成に関わる）からも得られる。実際、ホウレンソウやチンゲンサイなどの青物野菜からα-リノレン酸が検出されている。ゆえに、葉は草食動物の格好のα-リノレン酸の供給源となっている。同じく必須脂肪酸であるω-6脂肪酸のリノール酸も同様に草に含まれている。また、ビタミンA、Eは草から摂取し、ビタミンB群、Kは腸内細菌が合成し、ビタミンC、Dは自ら合成できる。
3-2-3 宿主が消化吸収した残りを共生微生物に利用させ、共生微生物も消化吸収をする
上記2者を組み合わせ欠点を補う物である。大抵は糞食を伴う。キゴキブリやシロアリ類及びほ乳類ではウサギ類やモルモットが該当する。一度食べたものはまず宿主自身で消化吸収し残りを発酵させる。これをもう一度食べ共生微生物の菌体を消化吸収する。栄養価の高いものから低い物まで幅広く効率的に消化吸収できる。キゴキブリやシロアリではお互いの糞を食べ合う。また、一部のシロアリやハキリアリでは排泄物を体外共生菌に与えることを行う。ウサギ類やモルモットでは発酵させたものは一旦「軟糞」として排出し、すぐに摂食する。それでも残った物は「硬糞」として排出する。これがよく見るころころのウサギの糞である。ちなみに、食料が欠乏するときはこの硬糞をも摂食して利用率をさらに高める。このことによりウサギ類は真の草食恒温動物としては異例の小さな体を持ち、しかも繁栄することに成功している。シロアリはセルロース・リグニン共に高度に利用できる数少ない昆虫類の分類群として繁栄している。
4,基本的にセルロース、ヘミセルロース、リグニンは利用しないが草や葉などを主食とする
分解用共生生物を養う器官を発達させたり、発酵のために食料を体内に滞留する余地の少ない小型生物が主に属する。極めて栄養価の低い木部を専食するカミキリムシの幼虫（テッポウムシ）も含め、ガの幼虫やバッタなど草食昆虫の多くが該当する。かなり特異な例としてはパンダもこれに属する。
含量の低いタンパク質や糖類を必要量得るために大量に摂食する。消化器官の見かけは多少頑丈になっている程度で、さほど特殊化していない。大量に食べる必要があるため、大抵は食物をすり潰すなど緻密な破砕をすることもない。糞粒には原型そのままといってもいい木くず、葉片などが含まれる。ただし、餌とする植物の種類が限られているものが多い。これは大量に食べる必要から、植物の持つ防御化学物質、機械構造などの防御機構に対する対抗策を、それぞれの餌植物ごとに高度に発達させる必要があるためであると思われる。このため、毒性の強い植物を食べるものほど狭食性である傾向がある。
餌の水分含量、運動量の違い、成長や繁殖等が影響するため、どの食事型であればどの程度の量を摂食するかを厳密に比較することは困難である。が、参考例を挙げると、ヒトに飼育され労役などを課さない場合、パンダが1日当たり40 kgもの竹を摂食するのに対し、同程度の体重（100 kg）の単胃・結腸発酵型のウマ（ポニーなど）ならば5 - 10 kg程度、反芻動物であるヤギやヒツジは3 - 6 kg程度、雑食ないし肉食のイヌ（例えばセント・バーナード）であれば1 - 3 kg程度である。ちなみに体重4 kg程度のウサギの飼料要求量は50 - 150 g程度（すなわち100 kgあたり餌1 - 3 kg程度）であり、体重が2 - 3桁小さい（体重当たり呼吸量が大きい）こと・植物食であることを考え合わせると極めて効率が良いことがわかる。
昆虫でも同様で、6 gのカイコ終令幼虫の日当たり摂食量は1 - 3 gであるが、3 mgのイエシロアリ偽職蟻では0.05 - 0.1 mgであり、体重あたり摂食量の桁が違う。クワの葉と材木の消化しやすさ・有機窒素含量の違い、そして両者の体重が3桁違うことを考えあわせると、細胞壁成分を全く利用しないカイコと、「後には無機塩しか残らない」とまで言われるほど徹底的に利用するシロアリとの違いが際立つであろう。
なお草食動物は傾向として肉食動物よりも太い胴体を持つことが多く、そして単弓類から恐竜に至るまで概ね共通している。これはどのような消化戦略を採るにしろ、植物を消化するには消化器が長いほうが有利だからであり、そうした胴体には大抵の場合巨大な腸や胃が詰め込まれている。

## よく知られた草食動物
- ウマ目
- イノシシ以外のウシ目
- ゾウ
- カイギュウ目
- イワダヌキ目
- オオコウモリ
- ウサギ

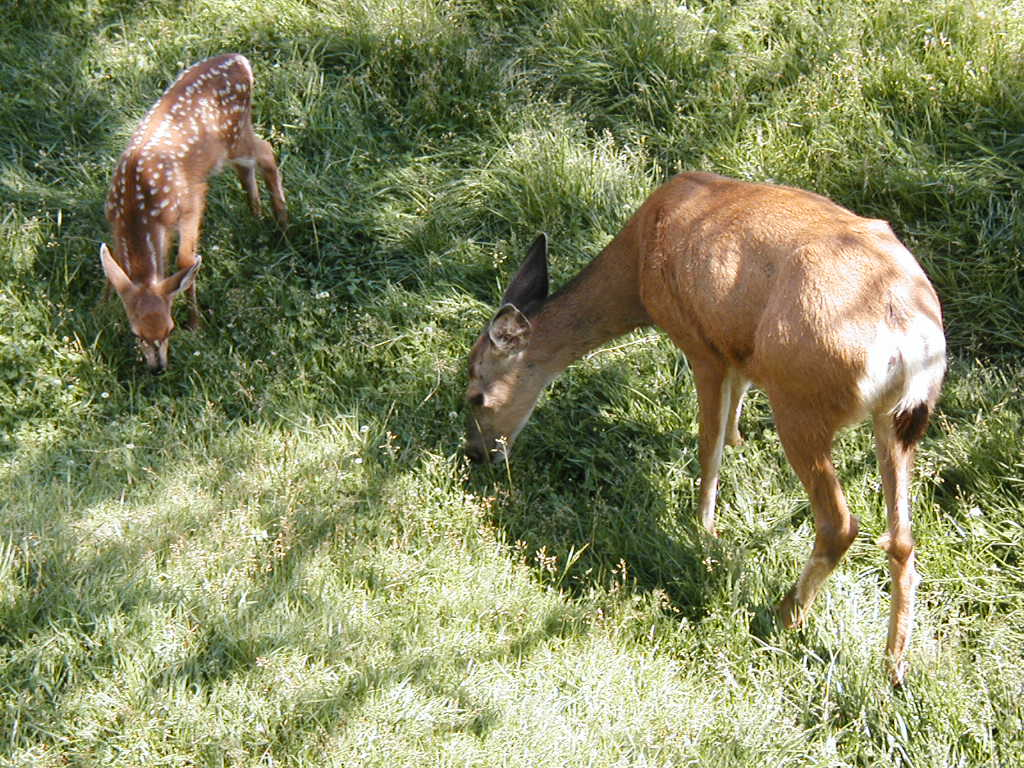
草を食べる鹿

- ネズミ目の一部-テンジクネズミ-ヤマアラシ-ビーバー
- 双前歯目の大半
- リクガメ
- イグアナの大型種
- 鳥類の一部-オウム-インコ -サイチョウ-オオハシ-ハチドリなど。現存する鳥類で草食の割合は、2－3％である[13][14]。

### 無脊椎動物
- バッタ
- ナナフシ
- シロアリ
- カメムシ目のヨコバイ亜目
- チョウ目
- ハナアブ（ヒラタアブ亜科の幼虫を除く）
- 甲虫の一部-カブトムシ-コガネムシ-クワガタムシ-カミキリムシ-ゾウムシなど
- カタツムリ、ナメクジ

### 水棲
- ウニ
- サザエ、アワビ、カサガイ、アメフラシ

## 歴史

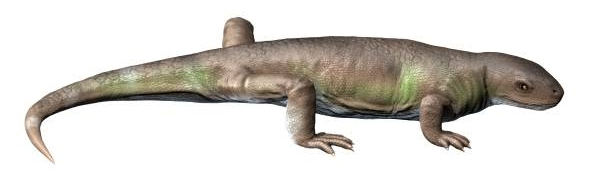
エオカセアの復元想像図

化石記録としては、植物の損傷化石、糞石などの痕跡化石記録と、動物自体の口器や消化器に残った内容物などの化石から草食動物の情報が収集される。昆虫は、デボン紀初期の植物の胞子を食べており、pierce and suck（穴を開けて吸う）技術を持っていた。それから 約7500万年の間に根、葉、木部、種子なども消費するようになる2度目の発展があった。
陸生草食動物の祖先とされる動物として、エオカセア（エオカセア・マルティニ）という3億年前の化石が発見されている。発見研究論文の主執筆者であるロバート・ライスは、「エオカセアは肉食動物だったが、草食動物に近い存在だったことを示す骨格的特徴を持っていた」、「草食動物が出現するまでは、陸生哺乳類は共食いしたり昆虫を食べたりしていた」と主張している。
また、ロバート・ライスは「肉食性から草食性への進化は、異なる動物の系統で5回独立して起きた」「肉食から草食への進化がもっと前に起きなかったのはなぜか、またその進化が複数の異なる動物系列で独立して起きたのはなぜかについては、いまだに科学者らは頭を悩ませている」としている。
肉食から草食へ進化した動物
- チレサウルス - 草食に進化した獣脚類（肉食恐竜の一種）